# Gelbe Gefahr

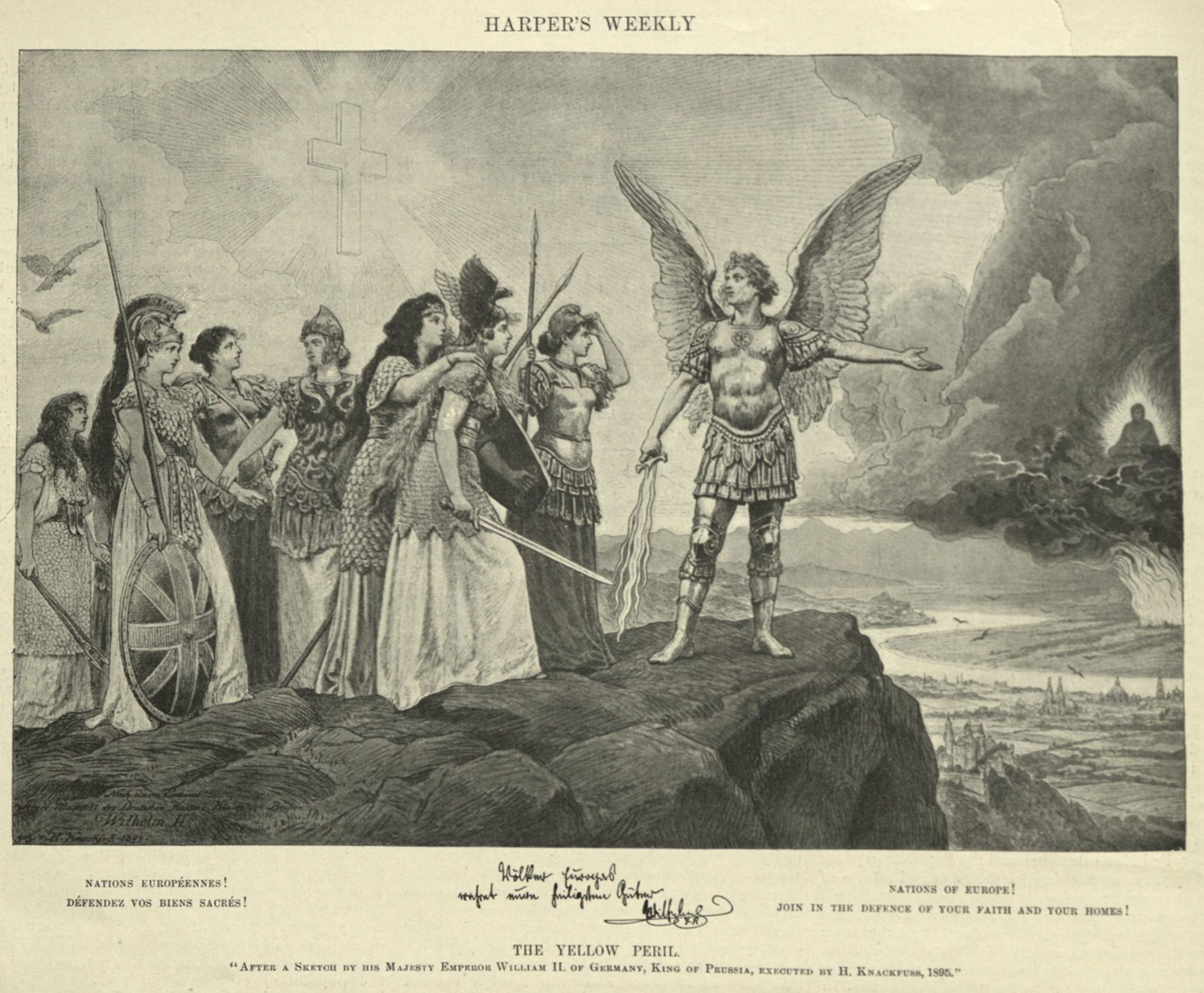
Völker Europas, wahret eure heiligsten Güter, Gemälde von 1895

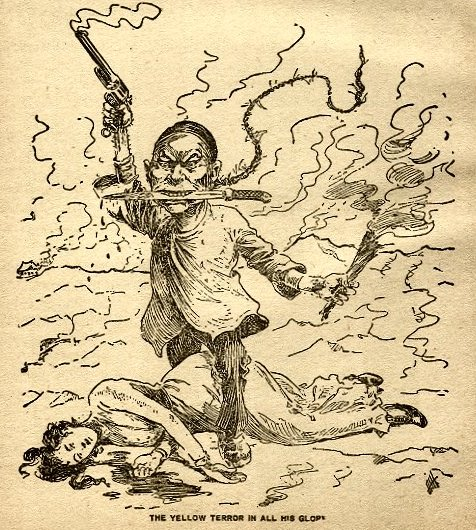
The Yellow Terror In All His Glory, US-amerikanische Darstellung von 1899

Gelbe Gefahr ist ein Pejorativum aus der Kolonialzeit, mit dem die USA und die europäischen Kolonialmächte Ressentiments gegen (süd-)ostasiatische Völker, insbesondere gegen China, zu schüren versuchten.

## Herkunft
„Schöpfer“ des Pejorativums im Französischen war wahrscheinlich der russischstämmige Soziologe Jacques Novikow mit seinem Aufsatz Le péril jaune aus dem Jahr 1897. Eine ähnliche Warnung stellt das bereits 1895 nach Skizzen des deutschen Kaisers Wilhelm II. von Hermann Knackfuß angefertigte Gemälde Völker Europas, wahret eure heiligsten Güter dar, auf dem ein auf einer düsteren Gewitterwolke aus dem Osten heranschwebender Buddha zu sehen ist, der von den Personifikationen der europäischen Nationen (Marianne, Germania, Italia, Britannia usw.) beobachtet wird. Dahinter steckt auch eine unterschwellige Anerkennung des Potenzials Ostasiens, dem man um die Wende zum 20. Jahrhundert zutraute, die europäisch-nordamerikanische Weltmachtstellung zu brechen.
Im Englischen wurde der Begriff durch eine Serie wöchentlich erscheinender Kurzgeschichten von Matthew Phipps Shiel geprägt, die 1898 unter dem Titel The Yellow Danger veröffentlicht wurden und in späteren Editionen den Titel The Yellow Peril erhielten, eine Bezeichnung, die im Englischen noch heute verwendet wird. Shiel, der selbst wegen seiner mulattischen Herkunft diskriminiert wurde, gab hier seinen antichinesischen Gefühlen freien Lauf und gewann so große Bekanntheit. Anlass war die Ermordung von Missionaren 1897 in Kiau-Tschou, die zur Stationierung von Schutztruppen in China führte. 1899, mit dem Ausbruch des Boxeraufstands, und 1905, als im Japanisch-Russischen Krieg erstmals eine fernöstliche Macht eine europäische besiegte, gewann der Begriff weitere Verbreitung.
Im Deutschen schließlich geht der Begriff wahrscheinlich auf den Schriftsteller Stefan von Kotze und dessen Buch Die gelbe Gefahr (um 1900) zurück.
In den 1980er Jahren, als Japan bzw. die Tigerstaaten die wirtschaftliche Vorherrschaft zu übernehmen schienen, kam der Begriff in den USA und zuvor auch schon Ende der 1970er Jahre in der Bundesrepublik Deutschland als ablehnende Bezeichnung für das China Deng Xiaopings in Gebrauch.

## Weitere Verwendung
„Gelbe Gefahr“ (Yellow Peril) ist auch der Spitzname einer gelben Skulptur des Bildhauers Ron Robertson-Swann, die 1980 in Melbourne, Australien errichtet wurde. Der eigentliche Name lautet „Vault“. Anfangs wurde der Spitzname von Gegnern dieser Skulptur verwendet, heute hat er sich etabliert.
Der letzte Doppeldecker der US-Marine, die Naval Aircraft Factory N3N, wurde wegen seiner gelben Bespannung ebenfalls Yellow Peril genannt.
Im Bahnjargon wird der Begriff „gelbe Gefahr“ scherzhaft aufgrund deren gelber Lackierung für Baufahrzeuge verwendet. Bei Baumaßnahmen läuft der Bahnbetrieb häufig abweichend vom Regelbetrieb, womit besondere Gefahren verbunden sind.